# Dalilah Muhammadová
Dalilah Muhammadová (* 7. února 1990 New York) je americká atletka, která se specializuje na 400 metrů překážek. V současnosti je světovou šampionkou a bývalou rekordmankou v této disciplíně, a to časem 52,16 s z MS 2019 v Dauhá (předchozí světový rekord 52,20 s zaběhla 29. července 2019 na americkém atletickém šampionátu v Des Moines).

## Sportovní kariéra
V roce 2007 vyhrála v Ostravě na mistrovství světa do 17 let. V roce 2013 vybojovala stříbro na mistrovství světa, když doběhla za Zuzanou Hejnovou. V roce 2016 se stala vítězkou Letních olympijských her s časem 53,13 sekundy. Další stříbro ze světového šampionátu získala v roce 2017 v Londýně. O dva roky později na MS v Dauhá vyhrála a vytvořila světový rekord časem 52,16 s.

## Osobní rekordy
- Běh na 400 m. př. 51,58 s. (2021[2]) - 3. nejlepší atletka historie.